# Seznam irskih plavalcev
Seznam irskih plavalcev.

## B
- Andrew Bree

## C
- Niamh Coyne

## D
- Fiona Doyle

## F
- Conor Ferguson

## G
- Darragh Greene

## H
- Brendan Hyland

## M
- Max McCusker
- Mona McSharry

## O
- Donnacha O'Dea

## R
- Shane Ryan

## S
- Michelle Smith

## W
- Ellen Walshe
- Daniel Wiffen
- Nathan Wiffen